# Décès en septembre 1994
Décès
- 1990
- 1991
- 1992
- 1993
- 1994
- 1995
- 1996
- 1997
- 1998

Pour une information complémentaire, voir la page d'aide.

| Date         | Nom                         | Activités                                                                                      | Âge | Source |
| ------------ | --------------------------- | ---------------------------------------------------------------------------------------------- | --- | ------ |
| 2 septembre  | Giuseppe Martano            | coureur cycliste italien                                                                       | 83  |        |
| 2 septembre  | Detlef Macha                | coureur cycliste allemand                                                                      | 35  |        |
| 2 septembre  | Édouard Delberghe           | coureur cycliste français                                                                      | 58  |        |
| 3 septembre  | Níkos Chatzikyriákos-Ghíkas | peintre, sculpteur, graveur et écrivain grec                                                   | 88  |        |
| 6 septembre  | James Clavell               | écrivain britannique                                                                           | 69  |        |
| 7 septembre  | Terence Young               | réalisateur britannique                                                                        | 79  |        |
| 10 septembre | Charles Drake               | acteur américain                                                                               | 76  |        |
| 10 septembre | Max Morlock                 | footballeur international ouest-allemand                                                       | 69  |        |
| 11 septembre | Jessica Tandy               | actrice britannique                                                                            | 85  |        |
| 11 septembre | Roger Toulouse              | peintre, sculpteur, poète et illustrateur français                                             | 76  |        |
| 12 septembre | Boris Yegorov               | cosmonaute soviétique                                                                          | 56  |        |
| 12 septembre | Tom Ewell                   | acteur américain                                                                               | 85  |        |
| 14 septembre | Gurban Abbassov             | Ingénieur-pétrolier azéri                                                                      | 67  |        |
| 15 septembre | Charles Allé                | footballeur international français                                                             | 90  |        |
| 15 septembre | Saïd Benarab                | Footballeur franco-algérien devenu entraîneur                                                  | 75  |        |
| 16 septembre | Johnny Berry                | Footballeur anglais.                                                                           | 68  |        |
| 16 septembre | Albert Decourtray           | archevêque de Lyon, cardinal et académicien français                                           | 71  |        |
| 17 septembre | Arnold Badjou               | footballeur international belge.                                                               | 85  |        |
| 17 septembre | Karl Popper                 | philosophe des sciences                                                                        | 92  |        |
| 18 septembre | Vitas Gerulaitis            | joueur de tennis américain                                                                     | 40  |        |
| 20 septembre | Benny Baker                 | acteur américain                                                                               | 87  | (en)   |
| 21 septembre | Marguerite Dassonville      | Aquafortiste française                                                                         | 89  |        |
| 22 septembre | Edoardo Molinar             | coureur cycliste italien                                                                       | 87  |        |
| 23 septembre | Madeleine Renaud            | comédienne française                                                                           | 94  |        |
| 23 septembre | Severino Minelli            | footballeur international suisse devenu entraîneur. Il fut également sélectionneur de son pays | 85  |        |
| 23 septembre | Zbigniew Nienacki           | écrivain polonais                                                                              | 65  |        |
| 25 septembre | Antonio Negrini             | coureur cycliste italien                                                                       | 91  |        |
| 26 septembre | Michel Lauri                | footballeur international argentin et français                                                 | 86  |        |
| 30 septembre | Pierre Sabbagh              | pionnier de la télévision française                                                            | 76  |        |
| 30 septembre | André Lwoff                 | biologiste français                                                                            | 92  |        |